# Cabo Rudecindo
Cabo Rudecindo (español, en Argentina Cabo Molina) es un cabo de la isla de Lieja en el archipiélago Palmer al oeste de la península Antártica. Se encuentra al suroeste de Beaumont Hill en la sección media de la costa oeste de la isla.
Los científicos chilenos le dieron el nombre de Rudecindo Velásquez Almonacid, fogonero del Yelcho durante el rescate en 1916 de los participantes de la expedición Endurance (1914-1917) del explorador polar británico Ernest Shackleton, que quedaron varados en la Isla de los Elefantes. Se desconocen los antecedentes de la denominación argentina.